# L'irlandese
L'irlandese (The Dawning) è un film drammatico del 1988 diretto da Robert Knights, tratto dal romanzo The Old Jest di Jennifer Johnston.

## Trama
Nancy Gulliver è una ragazza irlandese che vive con la zia e il nonno. Il giorno del suo diciottesimo compleanno aspetta con ansia di incontrare Harry, ragazzo di cui è disperatamente innamorata, e che verrà invitato a casa sua dalla zia per prendere un tè. Nancy scende in spiaggia, in un posto che ha sempre usato come sicuro rifugio per stare sola, dove incontra Cassius, un repubblicano irlandese ricercato.
Dopo un inizio difficile tra i due si sviluppa una forte amicizia. Nancy, che ha sempre avvertito molto la mancanza del padre, scomparso misteriosamente anni prima, è conquistata dai modi gentili e dalla cultura di quest'uomo. Cassius le rivela che è un ribelle, ex ufficiale britannico nella grande guerra e ora disposto a tutto per la libertà dell'Irlanda. Nancy decide di aiutarlo, recapitando un suo messaggio a Dublino. Il giorno dopo, all'ippodromo, dodici ufficiali inglesi vengono uccisi. La ragazza capisce che il messaggio che lei ha recapitato dava informazioni per progettare l'attentato. Nel frattempo gli inglesi cercano Cassius, a cui addebitano la strage; anche Nancy viene fermata e interrogata. Appena libera corre alla baracca per avvertire il suo amico del pericolo. Lo trova, ma ormai l'esercito inglese gli è addosso e ha circondato la baracca. Cassius, in cambio della libertà per Nancy, si arrende ai militari inglesi, che dopo averlo disarmato, lo uccidono senza pietà sulla spiaggia. Nancy torna a casa, ormai trasformata da questa drammatica esperienza.

## Curiosità
Il film  è stato girato per gran parte in Irlanda. Fu dedicato a Trevor Howard morto poco dopo la fine della produzione.  Anthony Hopkins e Hugh Grant si ritroveranno a recitare di nuovo insieme cinque anni più tardi, in Quel che resta del giorno . Questo film fu anche il primo lungometraggio di Rebecca Pidgeon,